# Бурбон, Луи-Сезар де
Луи-Сезар де Бурбон, легитим де Франс, граф Вексен (фр. Louis César de Bourbon, Légitimé de France, Comte de Vexin;  20 июня 1672, замок Женитуа —  10 января 1683,  Париж) — внебрачный сын короля Франции Людовика XIV от его фаворитки Франсуазы-Атенаис де Монтеспан. Носил титулы графа де Вексена (с 1673 года) и аббата Сен-Дени (с 1674 года). Умер в детстве.

## Биография
Второй сын короля Людовика XIV и официальной фаворитки Франсуазы-Атенаис де Монтеспан; получил имя в честь Гая Юлия Цезаря. Вместе со старшим братом Луи Огюстом был отдан на попечение мадам Скаронн, которая проживала в Париже на улице Вожирар.
19 декабря 1673 года был узаконен королём и получил титул граф де Вексен.
Страдал хромотой из-за врождённого искривления позвоночника, из-за этого физического недостатка его отец готовил ему церковную деятельность, вручив титул аббата Сен-Дени. Несмотря на несколько попыток лечения, которые принимали придворные врачи, его излечить не удалось.
Скончался 10 января 1683 года в возрасте 10 лет; его мать была убита горем.